# Championnat du Maroc de football 1924-1925
Navigation
Édition précédente Édition suivante
La Ligue du Maroc de football 1924-1925 est la 10e édition des Championnats du Maroc de football, Division Honneur, Division Pré-honneur et la 1re Division, il s'agit de la 6e édition organisée par la Ligue du Maroc de Football Association (LMFA).
L'US Fès remporte son second titre consécutif de Champion du Maroc (Division Honneur), en remportant le match de la rencontre finale face à l'Olympique Marocain, vainqueur de cette compétition il y a deux ans.

## Déroulement

### Phase finale

#### Finale
| Date          | Équipe 1 | Résultat | Équipe 2           | Lieu |
| ------------- | -------- | -------- | ------------------ | ---- |
| 19 avril 1925 | US Fès   | 3 - 0    | Olympique marocain | -    |

La finale du championnat du Maroc a lieu le 19 avril 1925. Le vainqueur de celle-ci est sacré champion du Maroc. L'US Fès gagne finalement le championnat, en battant l'Olympique marocain sur le score de 3 buts à 0, et remporte son deuxième titre dans la compétition.